# 沖高
沖高（おきだか）は、福島県福島市の大字である。郵便番号は960-0114。

## 地理
福島市北部の北信地区に属し、地区北西部に位置する。北で飯坂町、下飯坂と、東で宮代と、南東で鎌田と、南で北矢野目と、西で飯坂町平野とそれぞれ隣接する。町村制施行以前の沖高村の流れを汲む地域である。八反田川左岸部の平地を区域としており、水田や果樹園が広がる中に民家が点在する。また、北西部には五月乙女団地が造成され、住宅街が広がっている。飯坂町平野に所在する 福島北警察署及び鎌田に所在する飯坂消防署東出張所がそれぞれ管轄にあたる。沖高の名称は、1876年に沖中野村と高梨子村が統合され沖高村が成立したことに由来する。

### 河川
- 八反田川（阿武隈川支流）

### 主な字
- 愛宕
- 穴田
- 石田
- 糸清水
- 上島
- 追分
- 沖中
- 上川原
- 上高梨
- 上中井
- 上八境
- 川窪
- 北貴船
- 北田
- 北ノ前
- 北畑
- 貴船
- 京田
- 久保
- 荒神
- 国領
- 古布石
- 作造
- 桜井
- さすノ目
- さすノ目前
- 下川原
- 下中井
- 下八境
- 庄司
- 堰添
- 曾田
- 高梨
- 田中
- 反町
- 樋越
- 藤吾
- 堂ノ前
- 中川原
- 中島
- 中原
- 西貴船
- 西沢目
- 西原
- 西谷地
- 八王寺
- 東沢目
- 東原
- 広町
- 太下
- 前田
- 的場
- 南沢目
- 南田
- 南ノ前
- 六ツ長
- 紫清水
- 柳田
- 吉原
- 鎧田
- 湯台堂

## 歴史
- 1889年（明治22年）4月1日 - 町村制の施行により信夫郡余目村が発足。旧沖高村域は余目村の大字となる。
- 1954年（昭和29年） 3月31日 - 余目村が福島市へ編入され、福島市の大字となる。

## 世帯数と人口
2022年（令和4年）3月31日現在の世帯数と人口は以下の通りである。
| 大字 | 世帯数  | 人口  |
| ---- | ------- | ----- |
| 沖高 | 372世帯 | 806人 |

## 小・中学校の学区
市立小・中学校に通う場合、学区は以下の通りとなる。
| 番地 | 小学校             | 中学校             |
| ---- | ------------------ | ------------------ |
| 全域 | 福島市立余目小学校 | 福島市立北信中学校 |

## 交通

### 鉄道
- 当地域に鉄道施設は無い。最寄り駅はJR東北本線東福島駅

### 道路
- 東北自動車道
  - 福島飯坂インターチェンジ - 東北自動車道下り線オンランプの一部のみ
- 国道115号
- 福島市道4号湯野平野線
  - 五月乙女橋（八反田川）
- 福島市道14号北沢又鎌田線

### バス
福島交通路線バス
- （福島駅方面） - 五月乙女団地入口 - 五月乙女団地
  - 五月乙女団地

## 施設
- 福島県労働保健センター
- 沖高愛宕神社
- 貴船神社
- 五月乙女団地